# Цапенко, Юрий Яковлевич
Ю́рий Я́ковлевич Цапе́нко (25 июля 1938, Чимкент — 22 июля 2012, Алма-Ата) — советский гимнаст, серебряный и бронзовый призёр Олимпийских игр. Заслуженный мастер спорта СССР.

## Карьера
На Олимпийских играх в Токио выиграл серебряную медаль в командном первенстве и бронзовую в упражнениях на коне.
Тренировал Наталью Ильенко.

## Образование
В 1965 году окончил Московский областной педагогический институт.

## Личная жизнь
Вдова Наталья Константиновна — заслуженный тренер СССР, работала со сборной Казахстана по гимнастике.

## Образ в изобразительном искусстве
Изображён на картине «Гимнасты СССР» академика Российской академии художеств Дмитрия Жилинского.